# Пођо (Ђенова)
Пођо је насеље у Италији у округу Ђенова, региону Лигурија.
Према процени из 2011. у насељу је живело 14 становника. Насеље се налази на надморској висини од 686 м.